# Göttingen
Göttingen (donjonjemački: Chöttingen) njemački je grad u saveznoj pokrajini Donjoj Saskoj. Grad leži na rijeci Leine. 

## Poznate osobe
Osobe koje su rođene i/ili su djelovale u Göttingenu:
- Robert Wilhelm Bunsen (* 1811.), kemičar
- Carl Friedrich Gauss (* 1777.), matematičar
- Sandra Nasić (* 1976.), pjevačica
- Max Born

## Vanjske poveznice
- Službena stranica

### Ostali projekti
|  | Zajednički poslužitelj ima još gradiva o temi Göttingen |